# Gold Coast Classic 1997
Il Gold Coast Classic 1997 è stato un torneo di tennis giocato sul cemento.
È stata la 1ª edizione del torneo di Gold Coast, che fa parte della categoria Tier III nell'ambito del WTA Tour 1997.
Si è giocato a Gold Coast in Australia, dal 30 dicembre 1996 al 5 gennaio 1997.

## Campionesse

### Singolare
Elena Lichovceva ha battuto in finale  Ai Sugiyama con il punteggio di 3–6, 7–6, 6–3

### Doppio
Naoko Kijimuta /  Nana Miyagi hanno battuto in finale  Ruxandra Dragomir /  Silvia Farina con il punteggio di 7–6, 6–1